# Carla-Bayle
Carla-Bayle è un comune francese di 774 abitanti situato nel dipartimento dell'Ariège nella regione dell'Occitania.

## Società

### Evoluzione demografica
Abitanti censiti